# Desa Sukahaji (administrativ by i Indonesien, lat -6,73, long 107,38)
Desa Sukahaji är en administrativ by i Indonesien.   Den ligger i provinsen Jawa Barat, i den västra delen av landet, 80 km sydost om huvudstaden Jakarta.